# Luigi Calza (medico)
Luigi Calza (Bologna, 4 giugno 1737 – Padova, giugno 1783) è stato un medico e ostetrico italiano.

## Biografia

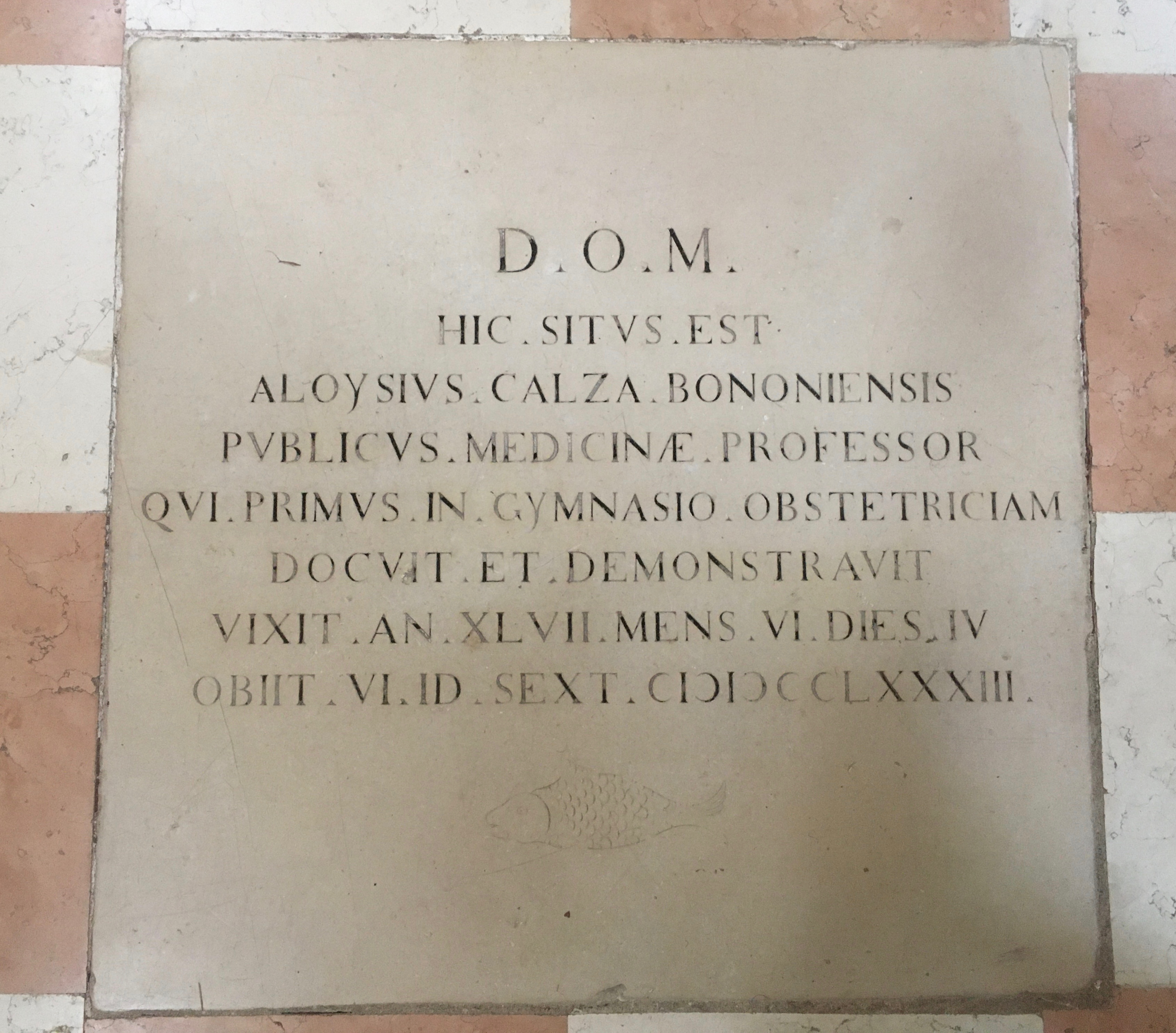
Pietra tombale di Luigi Calza nella chiesa di Santa Caterina a Padova

Luigi Calza nacque nel 1737 a Bologna.
A Luigi Calza si deve la fondazione del primo gabinetto ostetrico a Padova nel 1765, oltre che a un corso sulle malattie delle donne, dei bambini e dei lavoratori. E ancora, a lui si deve la nascita della scuola ostetrica padovana, che permise alla città di Padova, già rinomata in ambito medico, di distinguersi anche in questo settore di studi. 
È infatti grazie al clima culturale dei secoli precedenti a Calza e all'operato del medico stesso, che si arrivò all'istituzione della scuola ostetrica. 
Nel 1778 ci fu un momento di svolta per l'ostetricia padovana e italiana: Calza venne incaricato da Angelo Contarini, Alvise Valaresso e Franco Morosini, dopo tre anni di lavoro e studio a Padova, alla professione di professore. Venne stabilito che, alle lezioni storiche, venissero affiancate dimostrazioni pratiche e successivamente un esame che i futuri ostetrici avrebbero dovuto sostenere di fronte ai professori di anatomia, chirurgia e medicina. 
Da quel punto in avanti, prese importanza quella che oggigiorno è considerata una professione indispensabile per l'umana società. 
Per Calza, l'esigenza di un insegnamento solido della professione ostetrica era necessario e urgente. Padova venne quindi presa in considerazione per la fondazione della prima scuola per levatrici, nel 1774. 
Calza fu il primo direttore di questa scuola. Dopo di lui ne seguirono altri, tra cui il noto piemontese Michele Vincenzo Giacinto Malacarne, che fu autore di 90 pubblicazioni di argomento vario fra cui chirurgia, anatomia, ostetricia e storia della medicina; Cesare Ruggieri e Rodolfo Lamprecht. Sotto la guida di quest'ultimo, ebbe inizio l'attività della clinica ostetrico-ginecologica e l'insegnamento dell'ostetricia divenne autonomo; venne inoltre istituita la biblioteca interna. 
A Calza si deve anche l'istituzione del museo ostetrico, nel 1769, ovvero di un repertorio di macchine e modelli impiegati nella didattica. La collezione è visitabile ancora oggi, sebbene non integralmente, nella Clinica ginecologica e ostetrica dell'Ospedale di Padova ed era composta da cere policrome e crete dipinte. 
La realizzazione delle prime cere policrome si devono al bolognese Giovan Battista Manferdini che, attraverso di esse, rappresentava organi e apparati per lo più femminili. Le crete, invece,  furono probabilmente realizzate da Pietro Sandri, uno scultore contemporaneo di Manfredini. Entrambi tali opere, mostravano come si presentava il feto sia in condizioni fisiologiche che patologiche ed in origine erano costituite da componenti mobili per favorire l'esercitazione degli studenti. 
Nella collezioni erano inoltre presenti degli strumenti utilizzati nel 1700 durante il parto, introdotti da Calza e i rispettivi successori. Essi rappresentano una testimonianza di una rivoluzione in ambito scientifico e didattico.
Morì nel 1783 a Padova, venendo sepolto nella chiesa di Santa Caterina.